# トヨタレッドテリアーズ
トヨタレッドテリアーズ（英: Toyota Red Terriers）は、愛知県豊田市を拠点とする女子ソフトボールチーム。JDリーグ所属。

## 概要

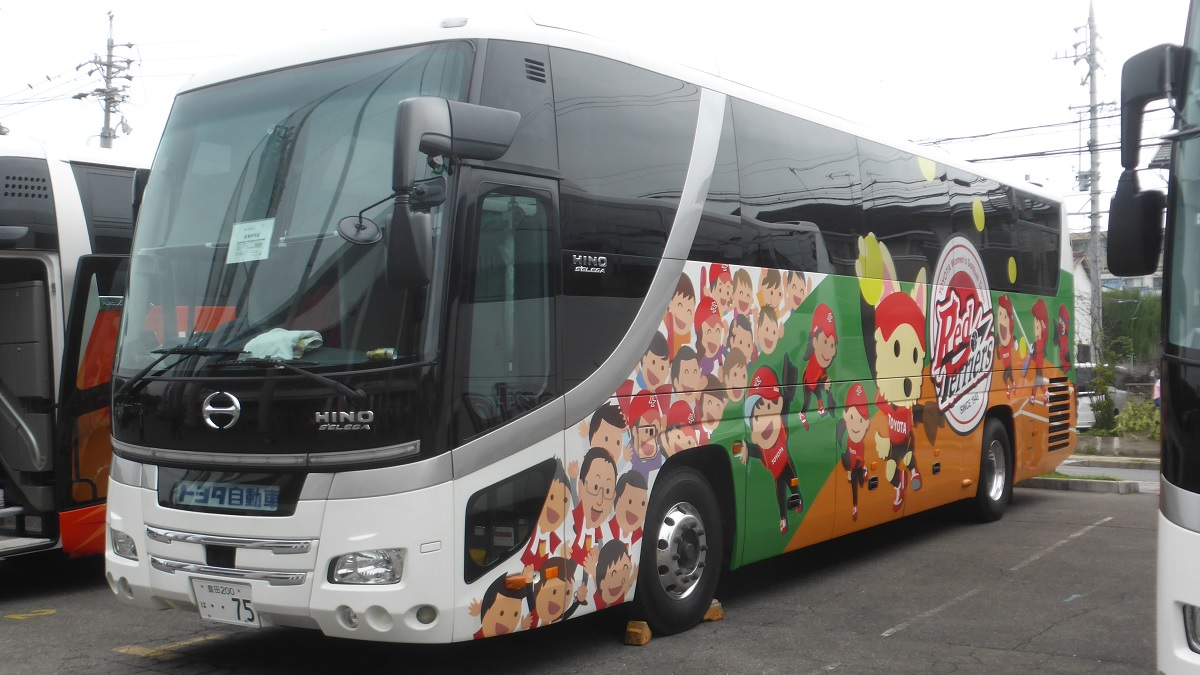
チームバス外観 (2024年)

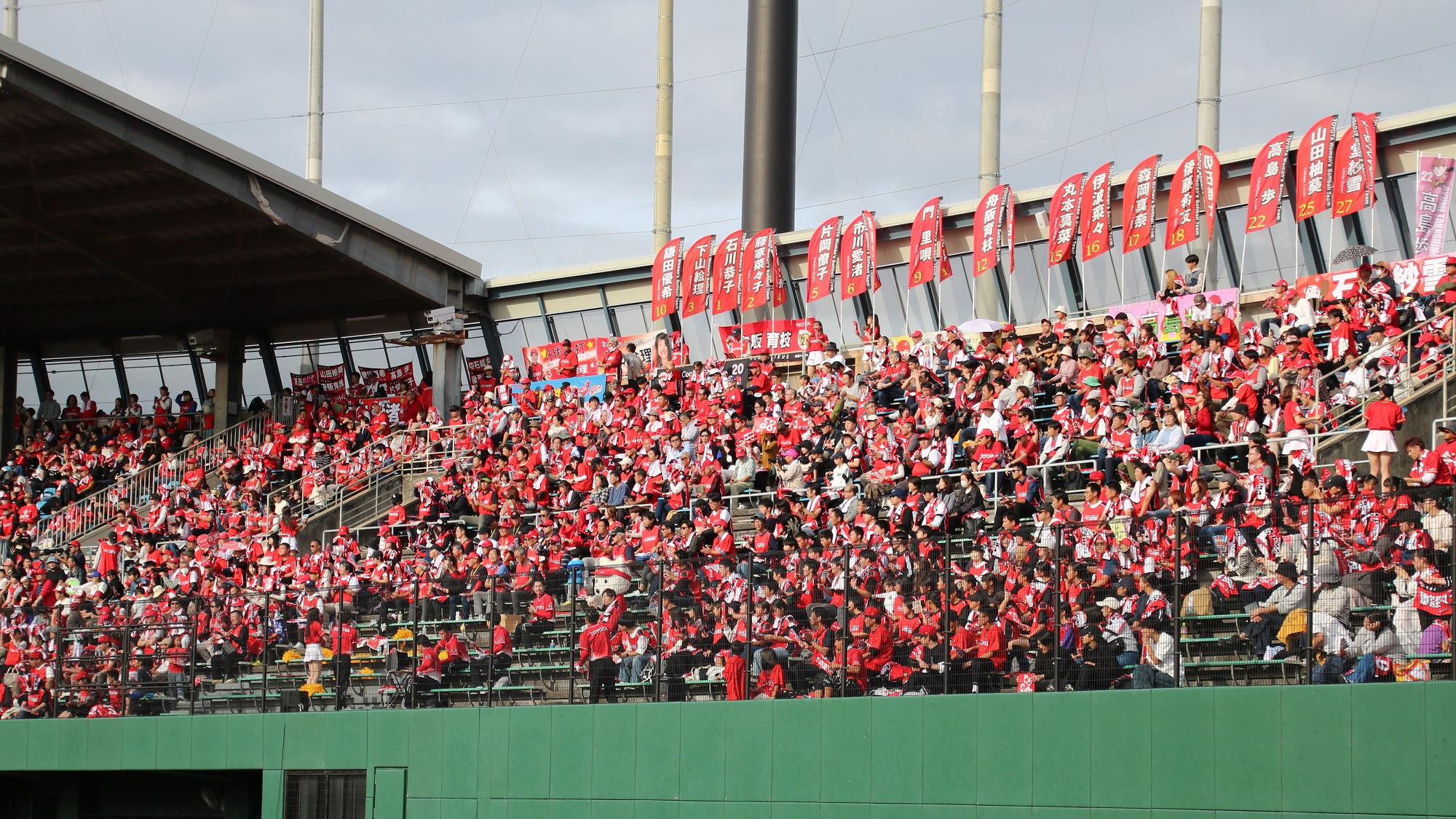
地元球場に詰めかけた大応援団 (2024年)

1948年4月に創部。日本リーグには、前身の「全日本女子実業団ソフトボール大会」より参加。2022年からJDリーグ西地区所属。獲得タイトルは、JDリーグ2回・日本リーグ10回・皇后盃8回・国スポ1回。
レッドテリアーズとは、チームカラーの「レッド」と、チームキャラクターのモチーフ犬であるヨークシャー・テリアの「テリアー」を組み合わせたもので、エネルギッシュで探究心が強く、愛されるチームになってほしいという意味が込められている。
マスコットは「ルーキーちゃん」で、犬がモチーフ。「ルーキー」は、トヨタ自動車のレーシングチーム「GAZOO Racing」の公式マスコットキャラクターでもある。

## 歴史

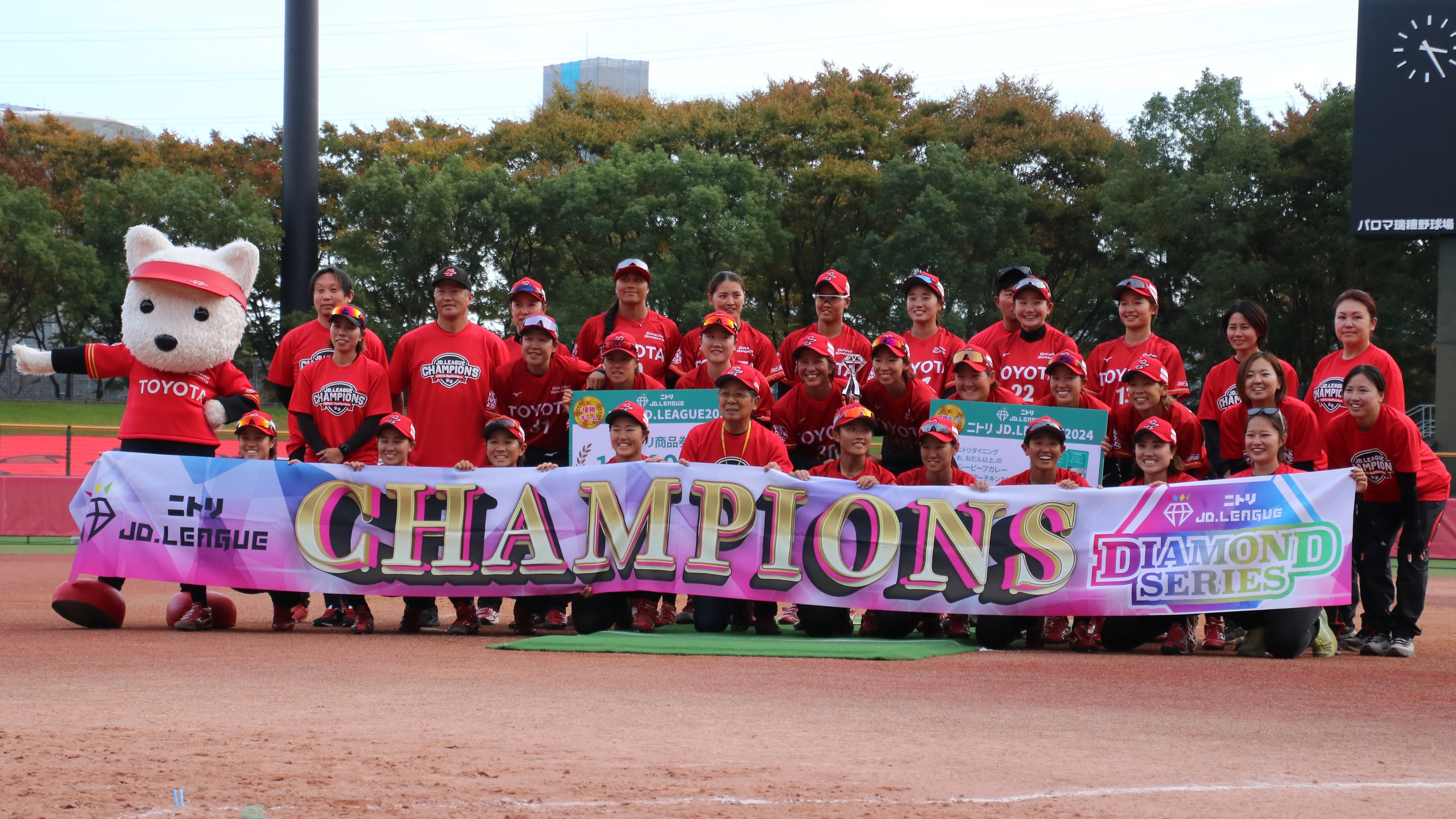
JDリーグ優勝セレモニー (2024年)

- 1948年 - トヨタ自工のソフトボール部として創部
- 1968年 - 日本リーグ創設に伴い加盟[4][注 4]
- 1969年 - 秋季リーグ[注 5]で日本リーグ初優勝
- 1982年 - 親会社の合併に伴いトヨタ自動車となる
- 1997年 - 元硬式野球部選手の福田五志が監督就任[5]（3年務めて退任後、2007年に復帰し、通算13季でリーグ優勝に5回導く）
- 1998年 - 全日本総合選手権初優勝
- 2016年 - 日本リーグ1部の所属チームのセカンドネーム登録に伴いトヨタ自動車レッドテリアーズとなる
- 2022年 - JDリーグ創設に伴い、同リーグ西地区に所属となる。チーム名がトヨタレッドテリアーズとなる
- 2023年 - JDリーグ初優勝

## 成績

### 日本リーグ戦績
日本リーグ1部に決勝トーナメント方式が導入された1994年から、JDリーグ創設前の最終シーズンとなった2021年までの戦績。
| 年度 | 所属リーグ    | 総合順位 | 試合 | 勝 | 敗 | 分 | リーグ順位 | 全日本総合 | 備考                         |
| ---- | ------------- | -------- | ---- | -- | -- | -- | ---------- | ---------- | ---------------------------- |
| 1994 | 日本リーグ1部 | 4位      | 16   | 10 | 6  | 0  | 2位        | 不明       |                              |
| 1995 | 日本リーグ1部 | 8位      | 16   | 6  | 10 | 0  | 4位        | 不明       |                              |
| 1996 | 日本リーグ1部 | 9位      | 16   | 8  | 8  | 0  | 5位        | ベスト4    |                              |
| 1997 | 日本リーグ1部 | 9位      | 16   | 6  | 10 | 0  | 5位        | 準優勝     |                              |
| 1998 | 日本リーグ1部 | 3位      | 16   | 12 | 4  | 0  | 2位        | 優勝       |                              |
| 1999 | 日本リーグ1部 | 6位      | 22   | 11 | 11 | 0  | 6位        | 2回戦      |                              |
| 2000 | 日本リーグ1部 | 7位      | 22   | 10 | 12 | 0  | 7位        | 2回戦      |                              |
| 2001 | 日本リーグ1部 | 8位      | 22   | 8  | 14 | 0  | 8位        | ベスト8    |                              |
| 2002 | 日本リーグ1部 | 9位      | 22   | 6  | 16 | 0  | 9位        | 2回戦      |                              |
| 2003 | 日本リーグ1部 | 10位     | 22   | 6  | 16 | 0  | 10位       | 2回戦      |                              |
| 2004 | 日本リーグ1部 | 8位      | 22   | 8  | 14 | 0  | 8位        | 準優勝     |                              |
| 2005 | 日本リーグ1部 | 9位      | 22   | 7  | 15 | 0  | 9位        | ベスト8    |                              |
| 2006 | 日本リーグ1部 | 8位      | 22   | 10 | 12 | 0  | 8位        | ベスト8    |                              |
| 2007 | 日本リーグ1部 | 9位      | 22   | 8  | 14 | 0  | 9位        | 2回戦      |                              |
| 2008 | 日本リーグ1部 | 7位      | 22   | 12 | 10 | 0  | 7位        | 2回戦      |                              |
| 2009 | 日本リーグ1部 | 準優勝   | 22   | 19 | 3  | 0  | 1位        | 準優勝     |                              |
| 2010 | 日本リーグ1部 | 優勝     | 22   | 21 | 1  | 0  | 1位        | 優勝       |                              |
| 2011 | 日本リーグ1部 | 優勝     | 22   | 19 | 3  | 0  | 1位        | 準優勝     |                              |
| 2012 | 日本リーグ1部 | 優勝     | 22   | 20 | 2  | 0  | 1位        | 準優勝     |                              |
| 2013 | 日本リーグ1部 | 準優勝   | 22   | 20 | 2  | 0  | 1位        | 優勝       |                              |
| 2014 | 日本リーグ1部 | 優勝     | 22   | 19 | 3  | 0  | 1位        | 優勝       |                              |
| 2015 | 日本リーグ1部 | 準優勝   | 22   | 19 | 3  | 0  | 1位        | ベスト4    |                              |
| 2016 | 日本リーグ1部 | 優勝     | 22   | 19 | 3  | 0  | 1位        | ベスト4    | トヨタ自動車レッドテリアーズ |
| 2017 | 日本リーグ1部 | 3位      | 22   | 17 | 5  | 0  | 2位        | 優勝       |                              |
| 2018 | 日本リーグ1部 | 優勝     | 22   | 20 | 2  | 0  | 1位        | ベスト4    |                              |
| 2019 | 日本リーグ1部 | 3位      | 22   | 15 | 7  | 0  | 4位        | 優勝       |                              |
| 2020 | 日本リーグ1部 | 3位      | 11   | 10 | 1  | 0  | 1位        | 開催中止   |                              |
| 2021 | 日本リーグ1部 | 準優勝   | 22   | 15 | 7  | 0  | 2位        | ベスト8    |                              |

- 決勝トーナメント方式が導入された1994年以降、「総合順位」の1-4位はリーグ上位4チームによる決勝トーナメントの結果で決定。5位以下は「リーグ順位」に同じ[注 9]
- 「リーグ順位」は、決勝トーナメント方式が導入された1994年以降の、リーグ戦における順位。上位4チームは決勝トーナメントに進出[注 9]

### JDリーグ戦績
| 年度 | 所属リーグ | 総合順位 | 試合 | 勝 | 敗 | 分 | リーグ順位 | 皇后盃 | 備考                   |
| ---- | ---------- | -------- | ---- | -- | -- | -- | ---------- | ------ | ---------------------- |
| 2022 | JDリーグ   | ベスト4  | 29   | 24 | 5  | 0  | 西1位      | 優勝   | トヨタレッドテリアーズ |
| 2023 | JDリーグ   | 優勝     | 29   | 25 | 4  | 0  | 西1位      | 優勝   |                        |
| 2024 | JDリーグ   | 優勝     | 29   | 26 | 3  | 0  | 西1位      | 1回戦  |                        |

## 選手・スタッフ
2024年4月現在
| ポジション | #    | 名前                 | 年齢 | 身長  | 投打  | 出身校                        | 備考             |
| 選手       | 選手 | 選手                 | 選手 | 選手  | 選手  | 選手                          | 選手             |
| ---------- | ---- | -------------------- | ---- | ----- | ----- | ----------------------------- | ---------------- |
| 投手       | 15   | 丸本真菜             | 21歳 | 168cm | 右·右 | 厚木商業高                    |                  |
| 投手       | 18   | 後藤希友             | 24歳 | 174cm | 左·左 | 東海学園高                    |                  |
| 投手       | 27   | 石堂紗雪             | 21歳 | 172cm | 右·左 | 東海学園高                    |                  |
| 投手       | 80   | メーガン・ファライモ | 25歳 | 183cm | 右·右 | UCLA                          |                  |
| 捕手       | 2    | 藤家菜々子           | 27歳 | 163cm | 右·右 | 日出高                        | 前所属：ホンダ   |
| 捕手       | 6    | 市川愛渚             | 24歳 | 168cm | 右·右 | 星野高→中京大                 | 新人             |
| 捕手       | 20   | 切石結女             | 25歳 | 172cm | 右·右 | 千葉経済大附属高              |                  |
| 内野手     | 1    | 石川恭子             | 29歳 | 159cm | 右·左 | 藤村女子高→園田学園女子大     |                  |
| 内野手     | 3    | 下山絵理             | 26歳 | 166cm | 右·右 | 高知丸の内高→園田学園女子大   |                  |
| 内野手     | 8    | 澤田望愛             | 26歳 | 166cm | 右·左 | 神戸常盤女子高→東海学園大     |                  |
| 内野手     | 10   | 鎌田優希             | 29歳 | 162cm | 右·左 | 福岡大附属若葉高→環太平洋大   |                  |
| 内野手     | 11   | 島仲湊愛             | 19歳 | 158cm | 右·左 | 福岡大附属若葉高              | 新人             |
| 内野手     | 12   | 舟阪育枝             | 24歳 | 163cm | 右·左 | 東海学園高→日本体育大         |                  |
| 内野手     | 13   | 後藤実来             | 22歳 | 167cm | 右·右 | 花巻東高                      |                  |
| 内野手     | 22   | 高島歩               | 24歳 | 170cm | 右·右 | 星野高→東京女子体育大         |                  |
| 外野手     | 4    | 原田のどか           | 33歳 | 163cm | 右·右 | 岡山南高                      | 前所属：太陽誘電 |
| 外野手     | 5    | 片岡僚子             | 25歳 | 160cm | 左·左 | 星城高→中京大                 |                  |
| 外野手     | 9    | 門里唄               | 24歳 | 160cm | 右·左 | 九州文化学園高→園田学園女子大 |                  |
| 外野手     | 16   | 伊波菜々             | 26歳 | 158cm | 右·左 | 日出高                        |                  |
| 外野手     | 17   | 森岡真奈             | 22歳 | 164cm | 右·左 | 東海学園高                    |                  |
| 外野手     | 25   | 山田柚葵             | 26歳 | 165cm | 右·左 | 伊勢学園高→日本体育大         |                  |
| スタッフ   |      |                      |      |       |       |                               |                  |
| 監督       | 30   | 馬場幸子             | 49歳 | -     | -     | 愛知淑徳高→中京大             |                  |
| コーチ     | 31   | 坂元令奈             | 38歳 | -     | -     | 四條畷学園高                  |                  |
| コーチ     | 32   | 神谷了華             | 33歳 | -     | -     | 岐阜女子高                    |                  |

## 歴代所属選手
投手
- リサ・フェルナンデス（1998 - 1999）-  アトランタ・シドニー・アテネオリンピック代表
- モニカ・アボット（2009 - 2022）-  北京・東京オリンピック代表
- 山根佐由里（2010 - 2017）
- 三輪さくら（2017 - 2023）
- 後藤希友（2019 - 2024）-  東京オリンピック代表
- メーガン・ファライモ（2023 - ）

捕手
- 峰幸代（2016 - 2021）-  北京・東京オリンピック代表
- 切石結女（2018 - ）

内野手
- 伊藤幸子（1998 - 2010）-  北京オリンピック代表
- 渥美万奈（2008 - 2021）-  東京オリンピック代表
- ナターシャ・ワトリー（2009 - 2016）-  アテネ・北京オリンピック代表
- 鎌田優希（2018 - ）
- 石川恭子（2019 - ）
- 下山絵理（2021 - ）

外野手
- 藤野遥香（2003 - 2012）
- 山崎早紀（2010 - 2021）-  東京オリンピック代表
- 長崎望未（2011 - 2020）
- 伊波菜々（2018 - ）
- バッバ・ニクルス（2022 - 2023）-  東京オリンピック代表
- 原田のどか（2023 - 2024）-  東京オリンピック代表